# Dysderina similis
Dysderina similis är en spindelart som först beskrevs av Eugen von Keyserling 1881.  Dysderina similis ingår i släktet Dysderina och familjen dansspindlar.
Artens utbredningsområde är Colombia. Inga underarter finns listade i Catalogue of Life.